# مارتین الدریج
مارتین الدریج (انگلیسی: Martin Aldridge؛ ۶ دسامبر ۱۹۷۴ – ۳۰ ژانویهٔ ۲۰۰۰) یک بازیکن فوتبال اهل انگلستان بود.